# 론 마삭

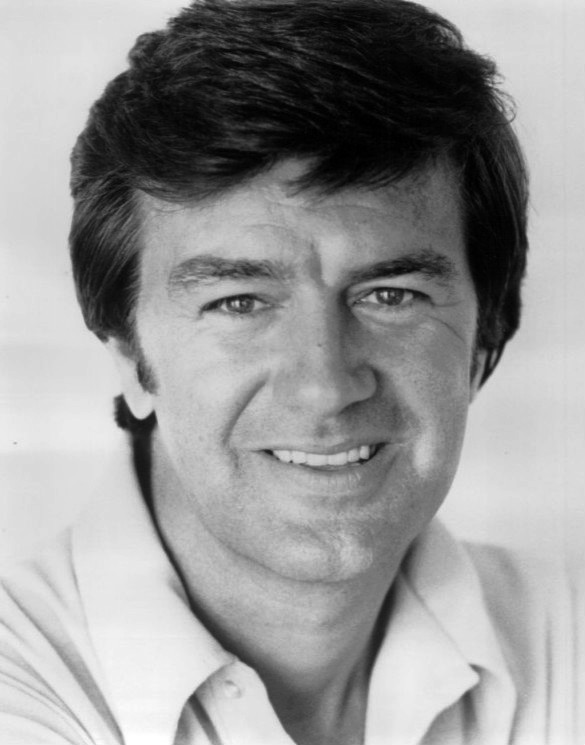

론 메이색(Ron Masak, 1936년 7월 1일 ~ 2022년 10월 20일)은 미국의 배우, 영화 제작자이다.
일리노이주 시카고에서 태어났다.

## 출연

### 영화
- 포르노 메이커 (2014, My Trip to the Dark Side)
- 벤치워머스 (2006년)
- 코드 제로 (1998년)
- 인트루더 (1992년)
- 모의 법정 (1989년)
- 레이저블래스트 (1978년)
- 정당 방위 (1978년)
- 형사 Q (1976년)
- 럭키 레이디(영어판) (1975년)
- 도라 도라 도라 (1970년)
- 위험한 연인 (1969년)
- 제브라 작전 (1968년)
- 청춘 할아버지 (1967년)
- 내 사랑 지니 (1965년)

### 텔레비전
- 아내는 요술쟁이 (1964-72)
- 제시카의 추리극장 (1988-96)